# لويس ليون سانشيز
لويس ليون سانشيز (بالإسبانية: Luis León Sánchez)‏ مواليد 24 نوفمبر 1983 في مولة، إسبانيا، هو دراج إسباني في صنف سباق الدراجات على الطريق. شارك في دورة الألعاب الأولمبية الصيفية.

## سباقات أو مراحل فاز بها
| التاريخ        | السباق                                   | المركز                                                                                            |
| -------------- | ---------------------------------------- | ------------------------------------------------------------------------------------------------- |
| 23 يناير 2005  | داون أندر 2005                           | الفائز في التصنيف العام                                                                           |
| 22 يناير 2006  | داون أندر 2006                           | الثاني في التصنيف العام                                                                           |
| 12 مارس 2006   | باريس-نايس 2006                          | الأول في تصنيف أفضل شاب                                                                           |
| 24 مارس 2006   | فولتا كاستيلا ليون 2006                  |                                                                                                   |
| 30 مارس 2006   | ثلاثة أيام من دي بان 2006                |                                                                                                   |
| 01 يناير 2007  | 2007 Trofeo Sóller                       |                                                                                                   |
| 18 مارس 2007   | باريس-نيس 2007                           | الثاني في تصنيف أفضل شاب، الثالث في التصنيف العام، السابع في تصنيف الجبال، السابع في تصنيف النقاط |
| 01 يناير 2008  | طواف لايغويليا 2008                      |                                                                                                   |
| 27 يناير 2008  | داون أندر 2008                           | الثامن في التصنيف العام، الثامن في تصنيف الجبال                                                   |
| 16 مارس 2008   | باريس-نايس 2008                          | الثاني في تصنيف أفضل شاب، الثاني في تصنيف النقاط، الخامس في التصنيف العام                         |
| 27 يوليو 2008  | سباق طواف فرنسا 2008                     | العاشر في تصنيف أفضل شاب                                                                          |
| 01 يناير 2009  | طواف العالم للدراجات 2009                |                                                                                                   |
| 15 فبراير 2009 | 2009 تور ميديترانين                      | الفائز في التصنيف العام                                                                           |
| 15 مارس 2009   | باريس-نيس 2009                           | الفائز في التصنيف العام                                                                           |
| 01 يناير 2010  | سباق حلبة دي لا سارث 2010                | الفائز في التصنيف العام                                                                           |
| 31 يوليو 2010  | طواف سان سيباستيان 2010                  | الفائز في التصنيف العام                                                                           |
| 14 أغسطس 2012  | طواف سان سيباستيان 2012                  | الفائز في التصنيف العام                                                                           |
| 26 مايو 2013   | طواف بلجيكا 2013                         |                                                                                                   |
| 01 يناير 2014  | طواف أندلوسيا 2014                       |                                                                                                   |
| 19 يناير 2014  | لا تروبيكال أميسا بونغو 2014             |                                                                                                   |
| 25 يوليو 2014  | برويبا فيلافرانسا دي أورديزيا 2014       |                                                                                                   |
| 14 سبتمبر 2014 | طواف إسبانيا 2014                        | الأول في تصنيف الجبال                                                                             |
| 01 أكتوبر 2017 | 2017 Gran Premio Bruno Beghelli          | الفائز في التصنيف العام                                                                           |
| 10 فبراير 2018 | فولتا مورسيا 2018                        | الفائز في التصنيف العام                                                                           |
| 16 فبراير 2019 | فولتا مورسيا 2019                        | الفائز في التصنيف العام                                                                           |
| 23 أغسطس 2020  | سباق الطريق للرجال في بطولة إسبانيا 2020 | الفائز في التصنيف العام                                                                           |
| 25 يوليو 2021  | برويبا فيلافرانسا دي أورديزيا 2021       | الفائز في التصنيف العام                                                                           |

## روابط خارجية
- لويس ليون سانشيز على موقع الاتحاد الدولي للدراجات (الإنجليزية)
- لويس ليون سانشيز على موقع أرشيف الدراجات (الإنجليزية)
- لويس ليون سانشيز على موقع إحصائيات الدراجات الإحترافية (الإنجليزية)
- لويس ليون سانشيز على موقع نسبة الدراجات (الإنجليزية)
- لويس ليون سانشيز على موقع CycleBase (الإنجليزية)
- لويس ليون سانشيز على موقع اللجنة الأولمبية الدولية (الإنجليزية)
- لويس ليون سانشيز على موقع أوليمبيديا (الإنجليزية)